# Justin Waldron
 (juillet 2017).
Le contenu est difficilement compréhensible vu les erreurs de traduction, qui sont peut-être dues à l'utilisation d'un logiciel de traduction automatique.
Justin Waldron (né le 19 juin 1988) est un entrepreneur américain de l'internet, connu comme le cofondateur de Zynga, qui crée des jeux sociaux en ligne et des jeux sur téléphone portable. Zynga est considéré comme le pionnier de l'industrie du social et mobile gaming. Il a créé de nombreux business models en matière de  microtransaction et de marketing viral, business models qui sont maintenant omniprésents. Quatre ans après sa création, Zynga a atteint 1 milliard de dollars de revenus annuels, et a grossi plus rapidement que toute autre société de l'internet. En 2011, Zynga a connu la plus grande introduction en bourse depuis Google, avec une valorisation de plus de 10 milliards de dollars. Waldron a laissé Zynga en octobre 2013 et est actuellement un business angel et consultant dans diverses autres entreprises technologiques.
Les meilleurs jeux Zynga incluent CityVille, FarmVille, Le Pioneer Trail, Zynga Poker, les Guerres de la Mafia, Empires & Alliés, et le Monde de l'Aventure.

## Ses premières années
Waldron est né et a grandi à Watertown, dans le Connecticut. Il a commencé la programmation des jeux vidéo et des sites web à l'âge de 11 ans  peu de temps après avoir reçu son premier ordinateur. Ses premiers projets de logiciels incluent le piratage d'AOL, un passe-temps favori de sa petite enfance qu'il partage avec d'autres entrepreneurs connus dans le secteur de  la technologie tels que Mark Zuckerberg. Waldron a également réalisé la reverse ingénierie du code MIPS des jeux de PlayStation 2, sur son temps de libre, pour leur ajouter ses propres fonctionnalités.
Au lycée, Waldron a craqué le code de l'algorithme du coupon de réduction de Burger King et lancé un site web de programmation pour créer un nombre illimité de codes promo permettant aux internautes d'avoir des sandwichs gratuits. Il est devenu si connu que Burger King a obtenu contre lui une ordonnance de cessation et d'abstention.

## Carrière

### Zynga
En 2007, Justin a laissé tomber ses études à l'université du Connecticut et cofondé Zynga à l'âge de 19 ans. Il a créé le premier titre de Zynga : Zynga Poker, et plus tard dirigé le développement des produits et la stratégie pour de nombreuses équipes de la société. Waldron a également travaillé sur des projets spéciaux avec d'autres fondateurs Zynga. Il a vécu à Tokyo pendant l'expansion de Zynga au Japon.

### D'autres implications de l'entreprise
Waldron a fait des investissements au démarrage, a conseillé, ou a siégé au conseil d'administration de sociétés comme la Sprig, YourMechanic, Gigster, Kik Messenger, Sidecar, et d'autres.
Waldron est un mentor à la Fondation Thiel pour laquelle il utilise son expérience d'échec scolaire pour aider les jeunes entrepreneurs à travers la bourse Thiel.

## Vie privée
Waldron réside actuellement à San Francisco.